# بيد كلمة (أشترينان)
بید کلمة (بالفارسية: بیدکلمه) هي مستوطنة تقع في إيران في قسم أشترینان الريفي. يقدر عدد سكانها بـ 119 نسمة بحسب إحصاء 2016.